# Nordic Rescue Group
Nordic Rescue Group Oy är ett finländskt verkstadsföretag i S:t Karins.
Nordic Rescue Group Oy bildades 2020 och har riskkapitalbolaget KH Group Oyj (tidigare Sievi Capital Oy) som huvudägare och det statliga utvecklingsbolaget Tesi som minoritetsägare. Det köpte 2020 lastbilspåbyggarna för brandfordon Vema Lift Oy och Saurus Oy. År 2021 köptes den svenska brandfordonstillverkaren Sala Brand AB av Andersérs Mekaniska Verkstad AB i Sala.